# Estación Coyotes
Estación Coyotes är en ort i Mexiko.   Den ligger i kommunen Pueblo Nuevo och delstaten Durango, i den centrala delen av landet, 800 km nordväst om huvudstaden Mexico City. Estación Coyotes ligger 2 466 meter över havet och antalet invånare är 668.
Terrängen runt Estación Coyotes är kuperad åt sydväst, men åt nordost är den platt. Runt Estación Coyotes är det ganska tätbefolkat, med 60 invånare per kvadratkilometer. Närmaste större samhälle är Banderas del Águila, 7,4 km norr om Estación Coyotes. I omgivningarna runt Estación Coyotes växer huvudsakligen savannskog.